# Howard Finkel
Howard Finkel (7 de junio de 1950 - 16 de abril de 2020) fue un anunciador del ring estadounidense. Es conocido por su trabajo para la empresa WWE. Finkel fue contratado en la World Wide Wrestling Federation en el año 1975 por Vincent J. McMahon. Finkel, comenzó anunciando en Madison Square Garden en el año 1977, luego fue contratado por la WWE en el año 1979. Debido a su trayectoria profesional, en 2009 fue incluido en el WWE Hall of Fame.

## Carrera

### World Wide Wrestling Federation / World Wrestling Federation / Entertainment / WWE (1979-2020)

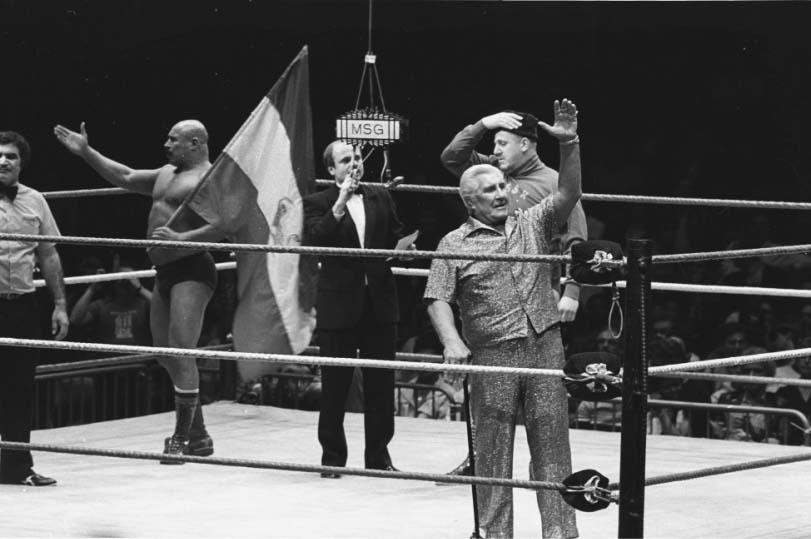
Finkel haciendo su anuncio en el ring en Madison Square Garden

Fue contratado por la WWE (anteriormente WWF) en el año 1979, y fue el primer anunciador del ring que tuvo la empresa. Al pasar tres décadas, la voz distintiva de Finkel fue una de las mejores en la programación de la WWF. Además, fue el primero en anunciar que una superestrella se convierte en 'Nuevo Campeón' y eso motivó la reacción del público positivamente y también fue el primer anunciador del primer evento por PPV, llamado "WrestleMania".
El 19 de enero de 1987, Howard Finkel se presentó en la celebración de 10 años que cumplía la WWF anunciando en el Madison Square Garden por Gene Okerlund. En WrestleMania IX, Howard Finkel cambió su nombre por el de Finkus Maximus.
Como anunciador, Finkel fue generalmente separado de los Storylines, pero ocasionalmente aparecía en algunos. En 1992, fue atacado por Kamala. El 20 de marzo de 1994, en WrestleMania X estuvo como mánager de Harvey Wippleman en la esquina, después de la lucha Wippleman insultó a Finkel. Finkel tuvo su primera lucha en el ring el 9 de enero de 1995, durante la edición de Monday Night RAW donde derrotó a Harvey Wippleman.
Años después en 1998 Finkel comenzó una rivalidad con X-Pac y Jeff Jarrett después de que Jarrett le rapó la cabeza. En SummerSlam de 1998, Finkel estuvo como mánager de X-Pac, y derrotó a Jarrett, rapándole la cabeza.
En agosto de 1999, Finkel presentó el debut de Chris Jericho. El 26 de agosto de 1999, durante el primer episodio de WWE SmackDown, Finkel atacó a Tony Chimel tomando su papel como anunciador. Después del ataque, Finkel salió corriendo y Chimel lo perseguía hasta que llegó Jericho y ayudó a Finkel para que regresara, y luego formaron una alianza con Ken Shamrock.  Jericho convenció a Finkel para distraer a Shamrock durante su lucha, el cual hizo dicha acción.  Shamrock se dio cuenta de la distracción y le lastimó el dedo a Finkel, permitiendo a Jericho para golpear a Shamrock con una silla de acero. Muchas semanas después, Finkel cambió su nombre por el de "El Dopo," quien asumió el papel de árbitro enmascarado. El 14 de octubre, en el episodio de Smackdown!, Jericho derrotó a Curtis Hughes con la ayuda de Finkel. Cuatro días después, en la edición de Monday Night Raw, Curtis Hughes perdió ante Finkel en un juego de Poker.
El 22 de agosto de 2002, durante el episodio de RAW, Finkel deja su cargo como anunciador de la marca, dándole su puesto Lilian Garcia volviéndose heel y comenzando un feudo con ella, y antes de eso, ambos fueron atacados por Three Minute Warning. La semana siguiente, Garcia derrotó a Finkel con ayuda de Trish Stratus y Stacy Keibler, y después de la lucha, ellas la llamaron "tonta rubia" volviendo lilian y finkel a tweener terminando lilian face y finkel heel.
El 4 de abril del 2009, Finkel fue introducido por Gene Okerlund en el Salón de la Fama de la WWE. Finkel estuvo como la voz de la presentación del programa de John Morrison y The Miz, denominado The Dirt Sheet y también participaba de algunas escenas.
Regresó el 15 de noviembre del 2010 en la edición de RAW Old School como anunciador de ring invitado. También apareció en la NXT en el reto llamado "Out-think The Fink". El 30 de marzo del 2011, anunció los combates que se realizaron en WrestleMania XXVII.
En Survivor Series (2011) fue el anunciador personal de CM Punk en su lucha contra Alberto del Río.
También aparece en el videojuego WWE All Stars de THQ como presentador de las Superstars y Leyendas.

## Muerte
El 16 de abril de 2020 Howard Finkel falleció a la edad de 69 años de edad.

## Trabajos
- Anunciador de WWF Superstars of Wrestling
- Anunciador de Heat
- Anfitrión de Byte This
- Anunciador de RAW (enero de 1993 - 1997)
- Anunciador de SmackDown
- Anunciador de los House shows
- Anunciador de Madison Square Garden
- Anunciador del Salón de la Fama
- Anunciador de WrestleMania 22, WrestleMania XXIV, WrestleMania XXVI, WrestleMania XXVII y WrestleMania 29
- Anunciador de Florida Championship Wrestling (FCW)